# 瑞楽園
瑞楽園（ずいらくえん）は、青森県弘前市宮舘字宮舘沢にある日本庭園。流派は大石武学流。国の名勝。

## 歴史
もとは津軽藩政時代に高杉組の大庄屋を代々つとめていた豪農、對馬家の書院庭園で、2度の工事で完成する。その後、1890年（明治23年）から1905年（明治38年）にかけて、武学流の第一人者の庭師、高橋亭山が着手したのが始まりで、1936年（昭和11年）に完成。
大石武学流の特徴である、飛ばなければ渡って歩けないような飛石のほかに、枯池・枯滝を設けて石橋を架けたりなど、大石武学流の造園技法が良く残されている庭園である。

## 概要
- 総面積：約4900m²
- 国の名勝指定日：1979年（昭和54年）5月31日
- 所在地：〒036-8384 青森県弘前市宮舘字宮舘沢26-2

## 交通アクセス
- 弘南バス
  - 弘前バスターミナル - 船沢・船沢 - 聖愛高校線 宮舘停留所